# شهرستان میکر (مینه‌سوتا)
شهرستان میکر، مینه‌سوتا (به انگلیسی: Meeker County, Minnesota) شهرستانی در ایالات متحده آمریکا است که در مینه‌سوتا واقع شده‌است.